# Juan de Flandes (Lieja)
Juan de Flandes, también llamado Juan de Dampierre, (1250 - † Namur, 14 de octubre de 1291) fue obispo de Metz entre 1280 y 1282, y príncipe-obispo del principado de Lieja de 1282 a 1291. Pertenecía a la Casa de Dampierre

## Biografía
Juan de Flandes era hijo de Guido de Dampierre, conde de Flandes y de Matilde de Béthune.
Estudió derecho canónico en la universidad de París y empezó su carrera eclesiástica como preboste de los capítulos de san Pedro de Lille y de san Donato de Brujas. El papa Nicolás III le nombró obispo de Metz el 2 de enero de 1280. Aunque este cargo no le interesa mucho, las rentas le permitieron adquirir tierras en Flandes.
El 31 de octubre de 1282 el papa Martín IV le nombró príncipe-obispo del principado de Lieja, cuando el capítulo no pudo llegar a un acuerdo de elección entre los candidatos Bouchard de Avesnes y Guillermo de Alvernia. En 1285 Juan tuvo problemas con el tercer estado de Lieja cuando quisieron introducir la Fermeté, un impuesto sobre el consumo que no gustó mucho ni al pueblo ni al clero. Tuvo que refugiarse con su clero en Huy durante veintidós meses. Juan I de Brabante tuvo que mediar hasta que el 7 de agosto de 1287 se firmó el tratado llamado la paz de los clérigos.
Volvió a Lieja y se alió con Juan I de Brabante contra Renaud I de Güelders, lo que contribuyó a la victoria del ducado de Brabante en la batalla de Woeringen y al fin de la guerra de sucesión del ducado de Limburgo. En 1288, fue secuestrado durante una caza y estuvo cautivo durante cinco meses. Incapaz de administrar su feudo, tuvo que confiar su gestión a su padre Guido.
Falleció el 14 de octubre de 1291 en el castillo de Enhaive, cerca de Namur, y fue enterrado en Flines-lez-Raches, cerca de Douai. Tras su muerte, pasaron cuatro años antes de que el capítulo acordara proponer al papa Bonifacio VIII un sucesor, Hugo  de Chalon.

### Citas
1. ↑  «Famille de Dampierre». Genealogía de la casa de Dampierre (en francés). Consultado el 24 de marzo de 2014.
2. 1 2  Mélard, Claude (30 de enero de 2014). «La menace brabançonne et l'avènement des communes et des métiers». La principauté de Liège Essai de chronologie (en francés). Archivado desde el original el 26 de febrero de 2014. Consultado el 24 de marzo de 2014.
3. ↑  Hoefer, Jean Chrétien (1855). Nouvelle biographie générale depuis les temps les plus reculés jusqu'à nos jours (en francés). p. 554. Consultado el 24 de marzo de 2014.
4. ↑  Janssen, Jean (2000). Sous la crosse…!, évolution socio-politique, économique et culturelle du pays de Liège, des origines à 1789 (en francés). Bruselas: L'élite. p. 48.
5. ↑  Escrito por David Bailie Warden,Saint-Allais (Nicolas Viton, M. de),Nicolas Viton de Saint-Allais,Jean Baptiste Pierre Jullien de Courcelles,Agricole Joseph François Xavier Pierre Esprit Simon Paul Antoine Fortia d'Urban (Marqués de) (1819). L'Art de vérifier les dates, Volumen 19 (en francés). París: Valade. p. 206. Consultado el 24 de marzo de 2014.